# Lân quang

Lân quang ứng dụng trên một đồ vật trang trí

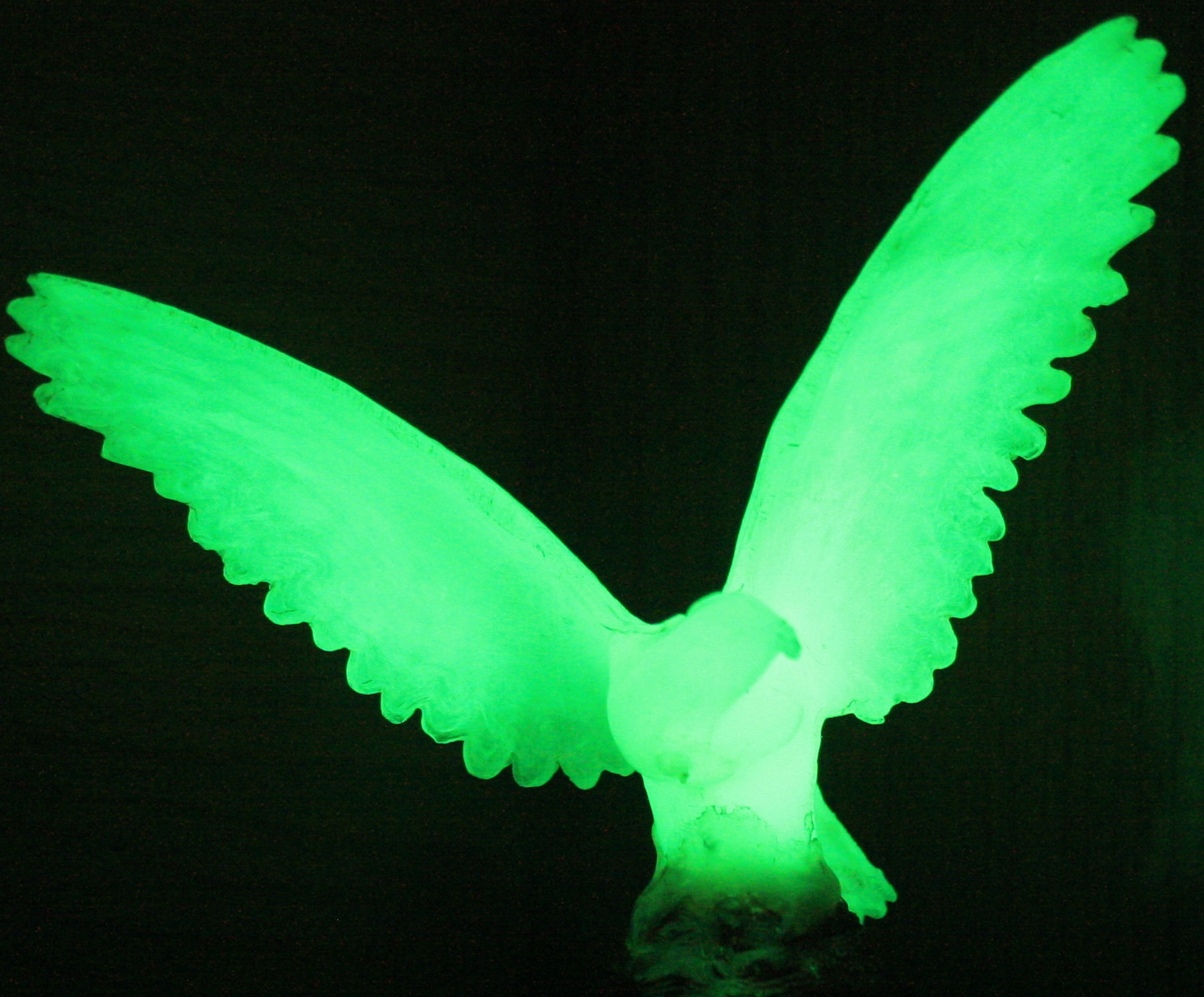
Đồ vật trang trí đang phát sáng về đêm.

Lân quang hay gọi dạ quang là một dạng phát quang, trong đó các phân tử của chất lân quang hấp thụ ánh sáng, chuyển hóa năng lượng của các photon thành năng lượng của các electron ở một số trạng thái lượng tử có mức năng lượng cao nhưng bền trong phân tử để sau đó electron chậm chạp rơi về trạng thái lượng tử ở mức năng lượng thấp hơn, và giải phóng một phần năng lượng trở lại ở dạng các photon.
Lân quang khác với huỳnh quang ở chỗ việc electron trở về trạng thái cũ, kèm theo nhả ra photon, là rất chậm chạp. Trong huỳnh quang, sự rơi về trạng thái cũ của electron gần như tức thì; khiến photon được giải phóng ngay. Các chất lân quang, do đó, hoạt động như những bộ dự trữ ánh sáng: thu nhận ánh sáng và chậm chạp nhả ra ánh sáng sau đó.
Sở dĩ có sự trở về trạng thái cũ chậm chạp của các electron là do một trong số các trạng thái kích thích khá bền: chuyển hóa từ trạng thái này về trạng thái cơ bản bị giới hạn bởi một số quy tắc lượng tử. Sự trở về trạng thái cơ bản chỉ có thể xảy ra khi dao động nhiệt đẩy electron sang trạng thái không bền gần đó, để từ đó nó rơi về trạng thái cơ bản. Điều này khiến hiện tượng lân quang phụ thuộc vào nhiệt độ, nhiệt độ càng lạnh thì trạng thái kích thích càng được bảo tồn lâu hơn.
Đa số các chất lân quang có thời gian tồn tại của trạng thái kích thích chỉ vào cỡ miligiây. Tuy nhiên thời gian này ở một số chất có thể lên tới vài phút hoặc thậm chí vài giờ.

## Chi tiết
Trong phân tử, các electron thường nằm ở trạng thái lượng tử cân bằng bền có mức năng lượng và spin xác định. Khi có photon bay vào phân tử, hay có các kích thích khác như các hạt (như electron, hạt alpha,...) có năng lượng thích hợp bay vào, electron trong phân tử sẽ có thể hấp thụ năng lượng của hạt bay vào và nhảy lên trạng thái có năng lượng cao hơn.
Việc di chuyển lên trạng thái mới, gọi là trạng thái kích thích, có thể diễn ra dễ dàng khi không có sự thay đổi spin, chỉ có sự thay đổi về năng lượng. Lúc đó trạng thái mới tồn tại không lâu và electron dễ dàng rơi trở về trạng thái cơ bản; giải phóng ra photon (hiện tượng huỳnh quang) hay nhả năng lượng ra ở dạng dao động nhiệt (sinh ra các phonon; đây là hiện tượng diễn ra trên đa số các vật màu tối: chúng hấp thụ ánh sáng và nóng lên).
Tuy nhiên, ở các chất lân quang, một phần nhỏ electron ở trạng thái kích thích có thể thay đổi spin chuyển sang trạng thái có spin khác nhưng năng lượng vẫn như vậy. Trạng thái này, có cả spin và năng lượng khác với spin và năng lượng của trạng thái cơ bản, không dễ dàng trở về được trạng thái cơ bản do bị cấm bởi quy tắc cơ học lượng tử.
Để trở về trạng thái cơ bản, các va chạm nhiệt giữa các phân tử sẽ khiến  electron giải phóng bớt hay hấp thụ thêm năng lượng ở dạng nhiệt (năng lượng của các phonon) và chuyển sang trạng thái dễ dàng rơi về mức cơ bản. Khi rơi về mức cơ bản; năng lượng của electron có thể được nhả ra ở dạng các phonon (nhiệt năng) hoặc các photon (quang năng).

## Ứng dụng
Các chất lân quang được ứng dụng để tạo ra nguồn sáng cho các tình huống tạm thời thiếu ánh sáng nhưng không cần tiêu thụ năng lượng để nuôi. Năng lượng phát sáng đã được tích trữ từ lúc chất này được chiếu sáng tự nhiên. Ví dụ như chúng được gắn trên mặt đồng hồ đeo tay, giúp đọc thời giờ trong bóng tối; gắn trên kim chỉ la bàn, để xác định phương hướng trong bóng đêm; hoặc gắn trên công tắc đèn điện, cho biết vị trí công tắc đèn khi chưa bật đèn.
Chúng cũng được dùng để làm đồ trang trí, chế tạo mực phát sáng (tuy rằng các loại mực phát sáng hay dùng chất huỳnh quang hơn).
Việc chế tạo laser cũng có thể sử dụng các chất lân quang. Lý do là các electron có thể tồn tại trên trạng thái kích thích lâu, đủ để đợi các photon khác đi qua và gây ra phát xạ kích thích đồng pha.
Các chất lân quang cũng đã được dùng trong màn hình tia âm cực. Sau khi dòng electron đập lên một điểm ảnh của màn hình, điểm này, chứa các chất lân quang, bị kích thích và tiếp tục phát sáng một thời gian ngắn sau đó. Tuy nhiên các vật liệu huỳnh quang cũng có thể được dùng, nhờ vào hiệu ứng lưu ảnh trên võng mạc.
Tương tự như màn hình tia âm cực, màn hình ghi nhận các dòng hạt (electron, tia X, neutron,...) năng lượng cao cũng có thể chứa các chất lân quang; dù rằng các chất huỳnh quang cũng có thể được dùng.

## Từ nguyên
Nguồn gốc của tên gọi "lân quang" là do ánh sáng phát ra trong bóng tối bởi hiện tượng lân quang giống như ánh sáng lân tinh, phát ra bởi các hợp chất của phosphor khi phản ứng hóa học oxy hóa trong không khí.
Tên gọi này được dùng để miêu tả các chất phát sáng trong bóng tối mà không cần cháy, từ khi nhà giả kim thuật người Đức là Hennig Brand phát hiện ra phosphor năm 1669 thông qua việc điều chế nước tiểu. Ông nhận thấy chất mình mới điều chế được phát sáng trong bóng tối. Bản thân chữ phosphor có gốc từ tiếng Hy Lạp phosphoros, có nghĩa là "vật mang ánh sáng".
Tuy nhiên bản chất vật lý của hai hiện tượng là khác nhau; trong đó ánh sáng của phosphor lấy năng lượng từ phản ứng hóa học. Sự phát sáng của phosphor mà Brand đã thấy thực ra là do phosphor cháy âm ỉ và chậm trong không khí.

## Vật liệu lân quang
Các vật liệu lân quang thường là hợp chất hóa học của kim loại chuyển tiếp hoặc đất hiếm. Chúng thường được pha trộn thêm các hoạt chất từ một chất nền. Chất nền có thể là oxide, sulfide, selenide, silicat của kẽm, cadmi, mangan, nhôm, silic, hay các kim loại đất hiếm. Các hoạt chất, giúp gia tăng thời gian phát sáng có thể là các kim loại như đồng, bạc. Nếu pha thêm niken có thể làm giảm thời gian phát sáng.
Sulfide kẽm (ZnS) với 5 ppm đồng thường được dùng làm đồ chơi lân quang. Hỗn hợp sulfide kẽm và sulfide cadmi (CdS) có thể tạo ra màu sắc tùy theo nồng độ trộn; và có thể phát sáng từ 1 đến 10 giờ. SrAlO3 pha với Eu là lân quang xanh sáng lâu. Hỗn hợp CaS SrS pha thêm Bi có thể sáng 12 tiếng đồng hồ . Các chất này có thể được trộn cùng vật liệu chế tạo đồ vật hay pha vào mực hoặc sơn in.
loại chất phát quang do hai chất tạo thành: kẽm sulfide, hoặc CaS và chất phóng xạ. Để ánh sáng có thể phát ra liên tục người ra thêm vào đó một ít chất phóng xạ như C 14, S 35, Sr 90, Tl 204, Ra hoặc đồng vị Po
Đa số các vật liệu lân quang cho ra màu xanh. Vật liệu màu đỏ thường có thời gian phát sáng ngắn hơn.